# Hirado
Hirado (japonsky: 平戸市; Hirado-ši) je město v prefektuře Nagasaki v Japonsku. Leží na ostrově, který je mostem Hirado (平戸大橋, Hirado Ó-haši) spojen s Kjúšú.
K 1. lednu 2006 mělo město 39 777 obyvatel a celkovou rozlohu 235,60 km².

## Historie
Během období Sengoku a na počátku období Edo bylo Hirado hlavním centrem obchodu se zahraničím obzvláště s Čínou dynastie Ming a s Nizozemskem. Holandští obchodníci zde 20. září 1609 založili obchodní faktorii pod vedením Jacoba Groenewegena a s pomocí Williama Adamse.
Později šógunát Tokugawa přesunul zahraniční obchod na ostrůvek Dedžima na území dnešního města Nagasaki.
Během období Edo bylo Hirado jedním z malých knížectví (han) a tehdejší hrad Hirado je dodnes dominantou města.

## Slavní lidé spojení s Hiradem
Tchajwanský národní hrdina a čínský generál Koxinga (1624–1662) a japonský diplomat Inagaki Mandžiró (1861–1908) se narodili v Hiradu. William Adams (1564–1620), anglický mořeplavec, v Hiradu zemřel.

## Partnerská města
- Dzentcúji, Japonsko
- Fu-ťien, Čína
- Noordwijkerhout, Nizozemsko

## Galerie

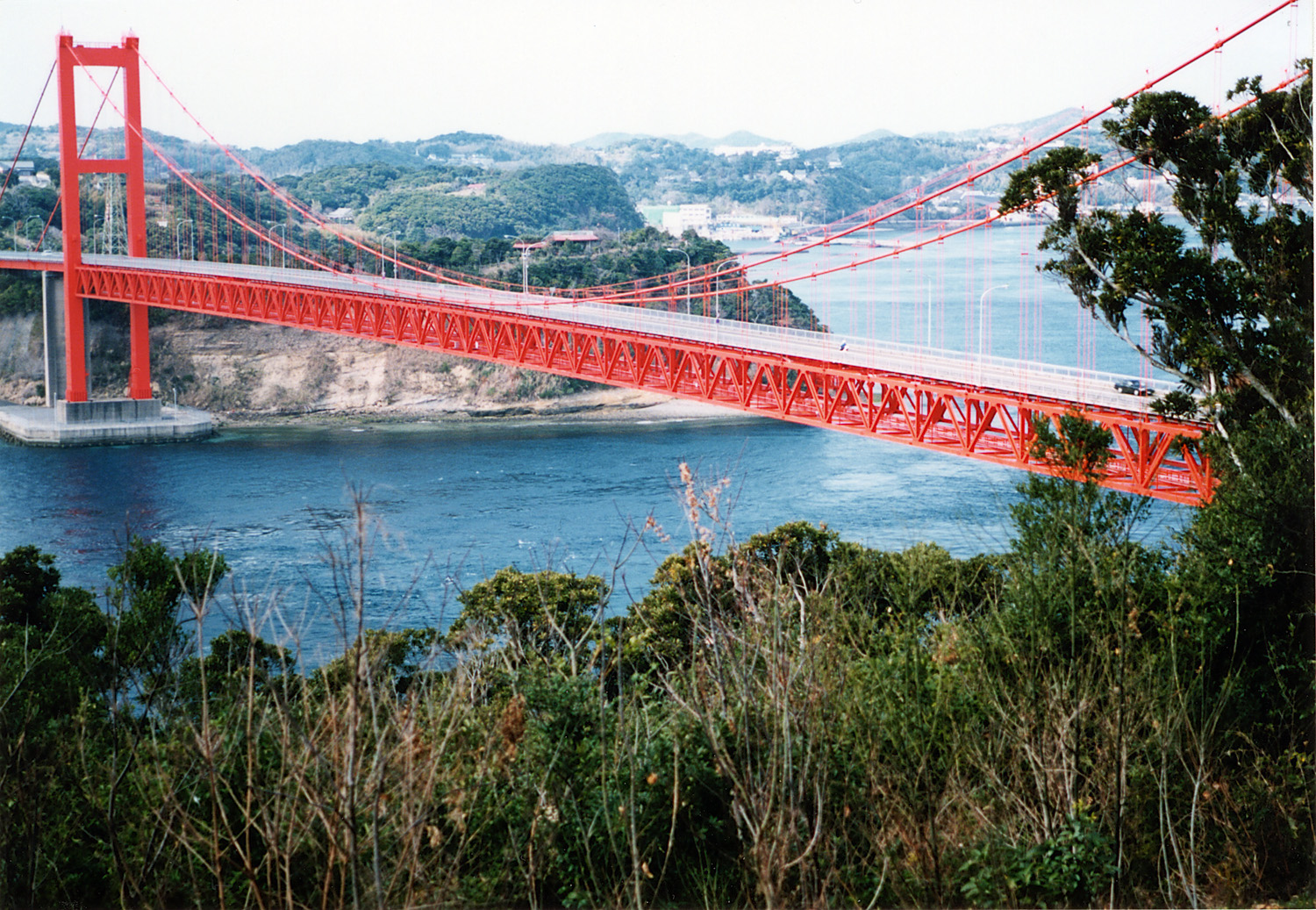
Most na Hirado
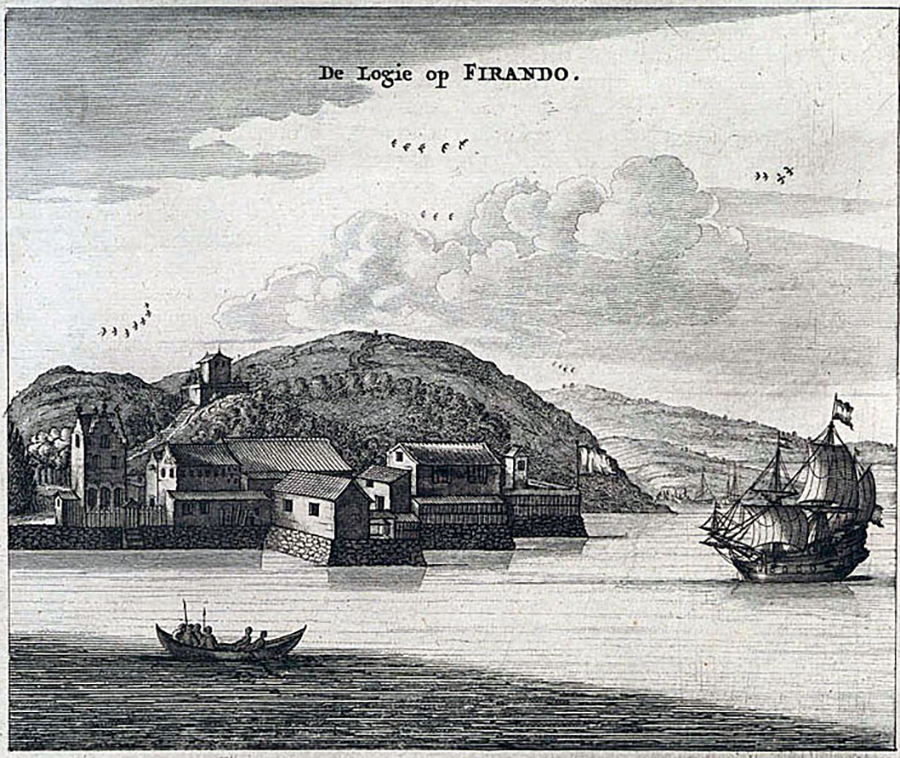
Holandská (VOC) obchodní faktorie v Hiradu. Rytina ze 17. století.
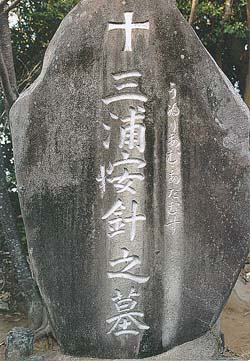
Hrob Williama Adamse v Hiradu
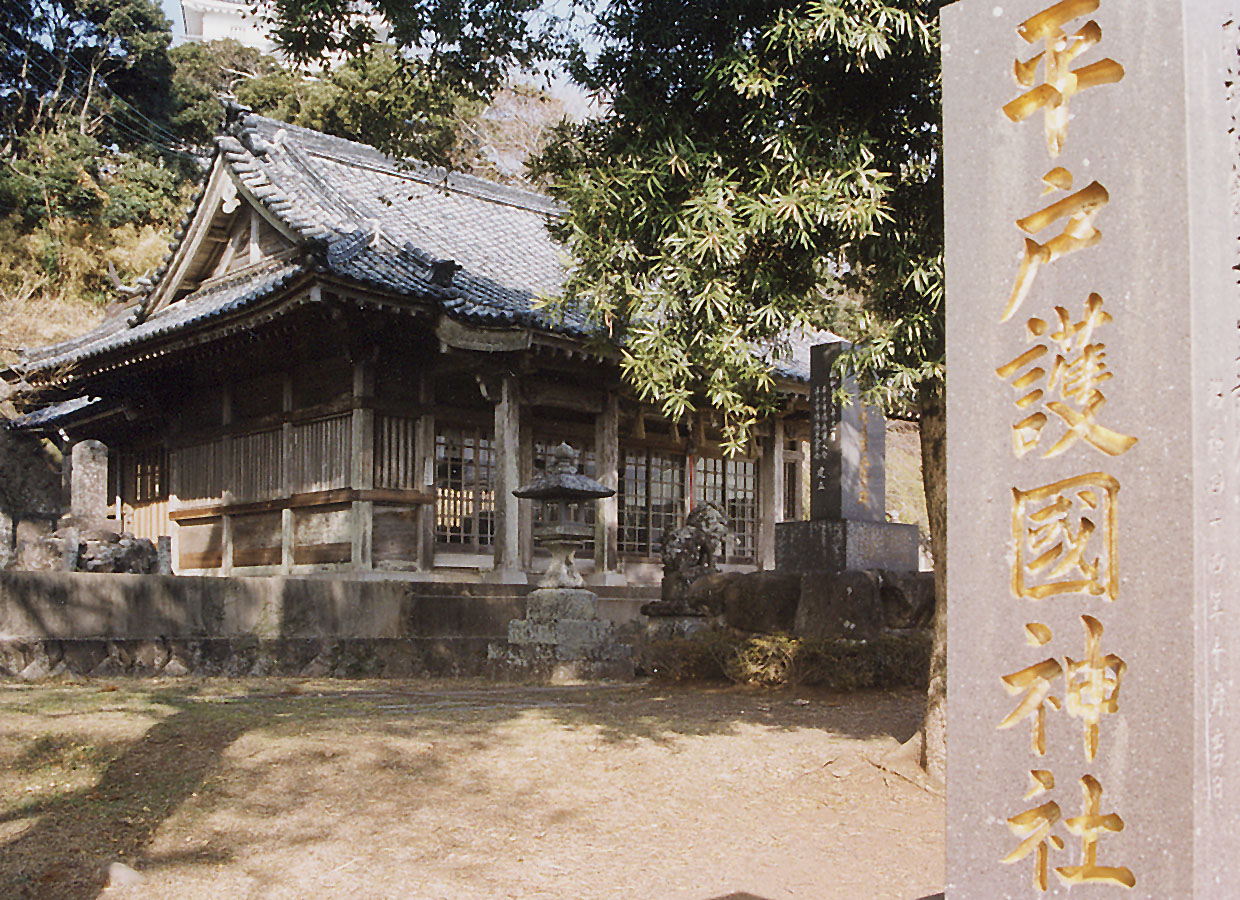
Šintoistická svatyně Gokoku džindža v Hiradu